# لری ادامز
لری ادامز (انگلیسی: Laurie Adams؛ زادهٔ ۱۴ فوریهٔ ۱۹۳۱) بازیکن فوتبال اهل بریتانیا است.
از باشگاه‌هایی که در آن بازی کرده‌است می‌توان به باشگاه فوتبال واتفورد اشاره کرد.